# Motulalo
Motulalo ist das größte Motu im Riffsaum des Atolls Nukufetau im Inselstaat Tuvalu.

## Geographie
Motulalo liegt als südöstlichstes Motu an der Südostspitze des Atolls und zieht sich weit nach Norden. Im Norden schließt sich das winzige Motuloa an, sowie die langgezogene Kongo Loto Lafanga, die zur Nordostspitze bei Lafaga führt.

## Geschichte
Die Tradition überliefert, dass zum Schutz vor Überfällen von Tonga, Tauasa, ein aliki (Chief), Motulalo erhielt. Wenn Feinde auftauchten, riss Tauasa Kokosnusspalmen aus und warf sie nach den Angreifern.
Während des Zweiten Weltkrieges bauten die Amerikaner das Nukufetau Airfield und eine Tiefwasser-Werft auf Motulalo. Nach dem Krieg wurde die Landebahn zurückgebaut und das Land an die Eigentümer zurückgegeben. Da der Korallenuntergrund jedoch für den Bau der Landebahn verdichtet wurde, ist heute kaum noch Feldbau möglich.